# La Florida (l'Hospitalet de Llobregat)
El barri de la Florida de l'Hospitalet de Llobregat es troba dins l'àrea metropolitana de Barcelona. Està classificat territorialment dins el Districte IV, juntament amb les Planes. Limita amb els barris de Collblanc, la Torrassa, Pubilla Cases, Can Serra i Sant Josep. De fet, la divisió administrativa entre els barris de Les Planes i La Florida no és sentida per la població del barri, on tothom se sent de La Florida. El districte IV té 0,81 km².
L'any 2023 la Florida era el barri més densament poblat d'Europa.

## Història

### Prehistòria
El barri era un turó del Samontà hospitalenc, on en el segle xix hi havia vinyes, fins a la crisi de la fil·loxera. Al voltant del 1900 van aparèixer algunes bòbiles. Els primers carrers del que més tard serà La Florida Les Planes sorgiran quan Antoni Ceravalls demanà la creació de quatre vials: Ceravalls, Renclusa, Florida i Sant Ramon a finals de 1921.

### Segle XX
El gran canvi es va produir amb el pla urbanístic promogut per l'Ajuntament i que va elaborar l'arquitecte municipal Ramon Puig i Gairalt (1926). En aquell pla es preveia la urbanització de tot el terme, i al voltant de 1930 apareixen els primers carrers de Pubilla Cases i la Florida. Sovint, les primeres cases són d'autoconstrucció, en petits nuclis com les barriades de la Granota (al costat del Torrent Gornal) o el Boter (a prop del cementiri).
El gran creixement del barri es va produir amb la immigració de les dècades de 1950 i 1960. L'any 1960 la població de La Florida-Les Planes arribava als 27.630 habitants, i deu anys més tard als 53.364. D'especial importància va ser la construcció dels Blocs "Onésimo Redondo" (actuals Blocs la Florida), un polígon promogut per l'Obra Sindical del Hogar, a partir de 1955. També l'empresa FECSA va promoure uns habitatges, l'església i uns locals socials a partir de 1958. La quantitat més alta d'habitants es va assolir l'any 1975, amb 53.690. Des d'aleshores la població va baixar suaument fins a arribar als 30.472 habitants de 2020
Com en la resta de barris de l'Hospitalet i de l'àrea metropolitana 2001.de Barcelona, les condicions socials i urbanístiques del barri en els anys de franquisme eren molt dolentes. Grups i individus procedents de l'associacionisme cristià i els partits d'esquerra clandestins van promoure les associacions de veïns. La de Pubilla Casas-La Florida-Can Vidalet fou legalitzada a finals de 1972. Finalment fou legalitzada el maig de 1976 una associació pròpia de La Florida, més aviat centrada en els problemes dels Blocs Florida.

## Actualitat
El barri de la Florida a partir de l'any 2000 ha rebut una nova immigració d'origen estranger, passant dels 39 mil habitants als 44 mil. Segons l'anuari estadístic de l'Ajuntament, a 31 de desembre de 2012 la població del Districte IV era de 44.495 habitants. La del 31 de desembre de 2015 era de 42.489 habitants, amb la densitat més alta d'un districte de la Unió Europea. Segons dades del 2022 el barri té 31.473 habitants en 0,38 km², el que suposa una densitat de població de 82.824 habitants/km².
Avui es caracteritza per la seva activitat comercial i les zones de tapes, al voltant del tradicional mercat dels Ocellets. La plaça Eivissa és un important espai de trobada veïnal, i el parc metropolità de les Planes és el més extens de la ciutat. Precisament al voltant d'aquesta zona verda s'estén el nucli urbà de les Planes, integrat dins del barri, però amb algunes diferències de caràcter administratiu. Els principals eixos viaris són les avingudes del Masnou i Miraflores, també són importants les zones comercials.

## Patrimoni
El patrimoni de la Florida es escàs, com correspon a un barri de recent creació. Alguns dels elements patrimonials son: 
- L'església de la Mare de Déu de la Llum. Està situada al carrer Enginyer Moncunill

- La imatge de la Mare de deu de la llum està situada al mig d'un cercle solar del que surten llampegades. L'Infant Jesús està dret i la Mare només el sosté pels peus.[7]

- A la cantonada del carrer Collserola, l'escola Puig i Gairalt es va ser dissenyada el 1932, i és l’única que es conserva aquella època i ara es una penya de un cantant de flamenc

- Les casetes de Martí i Blasi, 45 i 55.

- Escultura Selene. Està ubicada al carrer Primavera i vas ser feta l'any 1985 per l'escultor Ferran Soriano Rivero[8]

- Cases 7,8 i 9 del carrer Felip Pedrell.

- Cases 3 i 5 del carrer Collserola.

- L’escola Pau Vila, d’en Manuel Puig i Janer, que va ser construïda al any 1964.
- El mural ceràmic de Nevenka Pavic. Els mosaics de Nevenka Pavic són obres contemporànies d'art urbà. Nascuda a Xile i instal·lada a l'Hospitalet des del 2000, les seves propostes espontànies són fruit d'un sincre.